# 玛哈·素拉辛哈那
颂德拍博沃拉昭·玛哈·素拉辛哈那（羅馬化：Somdet Phra Boworaratchao Mahasurasinghanat，1744年—1803年），一譯庶羅信訶那，泰国扎克里王朝王族、将领。《大南實錄》稱之為芻癡（越南语：／）。
原名汶瑪（บุญมา），为拉玛一世的同母弟。1767年，緬甸入侵阿瑜陀耶王國。在阿瑜陀耶城即將陷落的時候，汶瑪率領一小隊士兵逃離了這座城市，來到沙沒頌堪府與家人會合。他的哥哥通鑾（拉玛一世）提議加入春武里府的鄭昭麾下。后来，他与通銮追随郑昭，反抗缅甸的统治，并成为其麾下的重要将领。
鄭昭收復阿瑜陀耶城後，於1768年建立吞武里王朝。汶瑪被提拔為拍·瑪哈蒙提（พระมหามนตรี）。同年，汶瑪與通鑾追隨鄭昭，討伐佔據那空叻差是瑪府的公摩萬·貼披披。戰後，被提拔為披耶·阿努七拉差（Phraya Anuchitraja）。1769年，參與討伐昭披耶·那空是貪瑪叻 (努)的戰鬥。1770年，參與討伐昭拍·方的戰鬥。後成功平定昭拍·方，被提拔為昭披耶·素拉西（เจ้าพระยาสุรสิ），成為彭世洛的總督，負責守衛北部邊疆。1771年，素拉西加入披耶披猜的隊伍，擊退了緬甸人的入侵。由於性格殘暴而果斷，獲得了「老虎披耶」（พระยาเสือ）的綽號。1774年，追隨其兄通鑾攻打緬甸佔領的蘭納。在甲威叻等人的幫助下，夺取了兰纳，使暹羅軍隊有能力奪取清迈。後來，素拉西娶甲威叻的妹妹為妻。
1771年至1781年期間，同兄長通鑾（昭披耶·扎克里）攻打万象、琅勃拉邦、占巴塞等国。1780年，随其兄通銮讨伐反叛的柬埔寨。然而不久，暹罗国内发生叛乱。素拉西随其兄通銮返回国内，平定了叛乱，并杀害郑昭。通銮即位，成为拉玛一世，建立扎克里王朝。素拉西被封为第二王，成为王位的继承人。
1785年，缅甸王波道帕耶发动侵略暹罗的九军战争。素拉辛哈那率领暹罗军队，在西線和南線抗擊缅甸的进攻。在他丁登戰役中，素拉辛哈那成功擊退緬甸，贏得戰爭勝利。1802年，緬甸再度入侵，圍攻清邁。素拉辛哈那率軍往救，途中患病。得知此事後，拉瑪一世派第三王阿努拉特韋前去接替他，但素拉辛哈那的軍隊成功在此之前奪取了清邁，並抱怨拉瑪一世軍隊效率低下。這引起了二人之間的衝突。
1803年，素拉辛哈那病重。拉瑪一世前往慰問，但二王的官員禁止他進入二王居住的前宮。素拉辛哈那在臨終前，還遺命二王的寶藏只能由自己的後裔繼承。不久素拉辛哈那逝世，二王之位空缺。直至1809年，才由拉玛一世之子伊沙拉颂吞（后来拉玛二世）继任此职。